# 火の鳥2772 愛のコスモゾーン
『火の鳥2772 愛のコスモゾーン』（ひのとり2772 あいのコスモゾーン、英: Phoenix 2772; 英: Space Firebird）は、手塚治虫の代表作の一つ『火の鳥』シリーズの映像化作品の一つで、1980年に公開された手塚の原案・構成・総監督による劇場用アニメーション映画である。手塚自らが映像化した唯一の『火の鳥』である。
1980年にサンディエゴ・コミコン・インクポット賞と第1回ラスベガス映画祭動画部門賞を受賞している。

## 作品解説
- 漫画を原作とした他の『火の鳥』の映像と違って、永遠の生命を持ち、その生き血を飲んだ生き物が不老不死になれる火の鳥を狂言回しにした共通したテーマを持ちながらも、漫画の未来の部分をひとまとめに総括したともいうべきオリジナルストーリーによるアニメ映画となっている。
- 本作はフルアニメーションに挑戦、キャラクターごとに専任のアニメーターを配するキャラクターシステムを採用、ロトスコープ、スリット・スキャンなど当時の最新技術の導入、オープニングの火の鳥が飛ぶシーン、映画の最初の方に出てくる主人公ゴドーと女性型育児ロボット、オルガが乗ったリニアカーをひたすら追う都市の大俯瞰の光景、強制労働キャンプでの群衆シーンなど見所が多い。
- 手塚が雑誌「スーパーマン」1979年の正月号で小野耕世との対談を行った際に小野が手塚のSF漫画「旋風Z」に出てくる主人公とジェットに変身できる母親ロボットの関係が好きだと言ったが、この時既に手塚の中にはジェット2世という名称でオルガの構想ができていた。
- 手塚の漫画『七色いんこ』にて戯曲『ゴドーを待ちながら』（サミュエル・ベケット）をモチーフとした回にオルガがゲスト出演しているが、ゴドーは名前が語られるのみで登場していない。
- この映画では、さまざまな形の愛が火の鳥を主軸として描かれており、手塚の分身とも言われるサルタと火の鳥の関係性、優しさと勇敢さを兼ね備えた少年が主人公であること、母性への賛歌など手塚らしさがふんだんに入っている。

### カットされたシーン
劇場公開前に何度か行われた試写会の内容と、最終的に仕上げられた劇場版122分のフィルムではカットされたシーンがいくつか存在する。具体的には宇宙人クラックが大なめくじに乗ったシーンなどである。その他ところどころアテレコの声がずれていたり、画面がなかったりしている。また、試写会での映像とDVDの121分決定版の映像とは違うシーンがあり、エンディングタイトルでの日の出は、劇場版のフィルムではヴァイオリンの音に合わせるようにゆっくりとそのシーン全部を使って日がのぼっていたが、DVDでは途中で切れており、一気に日がのぼっている。その他にも火の鳥と誤って捕獲しようとした鳥のデザイン自体も劇場版のものと全く違うなど、リテイクされた箇所がある。
- 1983年のテレビ放送にあたり、手塚の手により122分の映画を94分と大幅にカットされる。ビデオとLD化されたのはこの短縮版であり、不自然な流れの作品となっている。とりわけ顕著なのは地球の再生とゴドーとオルガの再生の順番が入れ替えられた辺りで、元の音楽を直していないのでぶつ切りになってしまっている点である。
- 2001年にスカイパーフェクTV!で劇場版が放送されるまで、完全な『火の鳥2772』はフィルムコミックでしか観られないものとなっていた。
- 2003年7月にようやく本作のノーカット完全版と称する121分バージョンが東宝によってDVD化。多くのカットされたシーンが復活したものの当初劇場版は122分のはずであり、DVDでは121分と1分少なく、ゴドーが「火の鳥と戦う－戦って死んでいく　ぼくの人生はそれだけなのか? 」と悩み、サルタ博士に励まされる声のシーンや、クラックがゴドーにゲームを挑むシーンが抜けている。

### 評価
1980年に劇場で初公開されたが、演出が黄金時代のハリウッド映画やカートゥーンそのままであまりにも古い、ストーリーが単調で冗長、絵のクォリティがばらばら、フルアニメーションを理解しておらず人物の輪郭線が微妙に揺れている、など指摘されることが多い。

### 音楽
樋口康雄によるBGMは、ディズニーを尊敬する手塚の意図に合わせ、当時のアニメ映画の音楽の主流だったロック調にせず、主題歌もあえて作らず、全編クラシック調で、弦楽器と木管楽器の柔らかい音で作曲された。もっとも、19世紀風なオーケストラ音楽は元々ハリウッド映画の伝統でもあり、さらにこれがSFにマッチすることは前々年の『スター・ウォーズ』が確認したところだが、本作はさらに一歩踏み込んで繊細なヴァイオリン協奏曲を未来世界映像にかぶせてみせた。冒頭部分はセリフのない音楽のみで進められる。
1979年7月にニューヨーク・フィルハーモニア室内管弦楽団特別演奏会で初演された樋口のヴァイオリン協奏曲「KOMA」を手塚が気に入ったのがきっかけで彼の採用となり、映画にも「KOMA」が使われた。また、当時弱冠17歳でヴァイオリンソロ担当した千住真理子の演奏は、優しい音のオーケストラとのハーモニーと共に響き合っている。
- 『銀河鉄道999』のヒットでその頃話題のゴダイゴが『火の鳥2772』制作発表の席にまで出て抱負を述べていたが、樋口一本でいった。
- 『徹子の部屋』に劇場公開に合わせ手塚が出演、本作への想いを語り、樋口の音楽を絶賛し、黒柳徹子はNHKのテレビ番組『ステージ101』の時から樋口と知り合いであると語った。なお、この回も含めた『徹子の部屋』は放送20周年を記念してビデオ化された。

## ストーリー
22世紀のはじめ、世界が統一されて地球連邦となり、極度に合理化された未来社会。そこは元老院に属するひとにぎりのエリート達によって支配される世界だった。
人間は人口過剰を防ぐため、限られた人数だけが試験管ベビーとして生まれ、一人一人がコンピューターの精密な適性検査によって将来の仕事を決められ、専門教育を受けて育つ。育児ロボット・オルガに育てられ、宇宙ハンターとして成長したゴドー・シンゴもそんな一人だった。
宇宙ハンター訓練所で射撃の腕を教官のボルカンに見込まれて、特訓を課されるが、そのいずれにもゴドーは優秀な成績をおさめた。生きた宇宙人を使った射撃訓練以外は。ボルカンに叱責されても、彼はおびえている宇宙人を目の前にして、銃の引き金を引くことができなかった。手本と称して宇宙人達を粉々に撃ち砕くボルカン。その夜、悪夢にうなされるゴドーの心の中に非情な管理体制に対する反発が芽を出し始めていた。彼を理解しようとするオルガ。翌朝、訓練所の前でゴドーとボルカンが衝突した時、オルガの心の中に今までにない感情がわき起こり、次の瞬間、ボルカンの乗った車を高くさし上げて走り出し、橋の欄干に置いてきてしまった。
ある日ゴドーは、科学センター長官のロックに、特別任務として謎の宇宙生命体2772の捕獲を命令される。見返りとして街の外へ出る許可をもらうゴドー。初めて見る海や花に「きれいだ」と心動かされるが、自分の身分では許されない罪を犯すことになるとは知るはずもなかった。
ゴドーはロックの許婚である上流階級の娘レナと恋愛事件を起こし、罰としてアイスランドの強制労働キャンプへ送られてしまう。キャンプは非常に過酷な環境だった。そこで出会った奇妙な老人、サルタ博士は政府に批判的な言動をしたかどでキャンプ送りになった。
サルタにより、地球が亡びかけていることを知ったゴドー。彼がロックに捕獲するよう命令された宇宙生命体2772、つまり"火の鳥"は、宇宙生命のすべてにかかわるエネルギー体で、サルタは火の鳥の生き血を元老院がひとりじめにしようとしている、自分は世界中の人間、生き物にそれを分析してわけあたえてやりたいと言うのだった。
サルタの言葉にうたれたゴドーは、協力することを申し出た。そこにはゴドーの居場所を知ってやって来たオルガも、レナのペットだった留学生の宇宙人ピンチョもいた。大地震の混乱に乗じて宇宙船スペース・シャーク号を奪うことに成功したゴドー達は、伝説の火の鳥を捕まえ、地球を救うべくはるか広大な宇宙へ飛び立った。
サルタの旧友バンの紹介で火の鳥の居場所を知る宇宙人プークスと出会ったゴドー達は、一路火の鳥の元へと向かう。だが彼らの前に、火の鳥に敗れたスペース・シャークの同型船の残骸とボルカンの死体が現れる。そして、ついに火の鳥が姿を現し、スペース・シャークに襲い掛かる。火の鳥は凶暴で、小惑星より大きい変幻自在の業火であり、荒ぶる神そのものであった。宇宙の力そのものの火の鳥の前に人類の力たるスペース・シャークの武器はまったく歯が立たず、ゴドー達がボルカンの二の舞となるかに思われたとき、宇宙の力よりなお強い力が奇跡を起こす。

## 登場人物
ゴドー
声：塩沢兼人
主人公。試験管ベビーとして生まれ、宇宙科学センターから送られてきた育児ロボット・オルガによって宇宙ハンターとして育てられている。繊細な優しい心を持ち、行動力に富んでいるが、無鉄砲なところもある。危機に瀕した地球を救うために、仲間のオルガやサルタ博士達と共に火の鳥を求めて宇宙へと旅立って行く。そして、火の鳥に肉迫する。
オルガ
声：三輪勝恵
宇宙ハンター育成用育児ロボット。変身能力があり、ジェットや車、水中スクーター、トランクに変身できる。欠陥ロボットであったために、ゴドーに対し規則から外れた優しさを示すことがあり、それがゴドーが心優しい少年に育つ理由となる。ゴドーへの愛に目覚め、一人苦しむ。ゴドーが火の鳥の正体に近づくための重要な役割をになっている。
サルタ
声：熊倉一雄
世界的な科学者であるが、政府に批判的な言動をしたために、アイスランドの強制労働キャンプに送られてしまう。後にゴドーと共にキャンプを脱走、火の鳥と闘って凄絶な死をとげる。大きな鼻が特徴。
ブラック・ジャック
声：伊武雅之
労働キャンプの所長。知的で骨のある男性だが、その過去は不明。反体制派と見られている。ブラック・ジャックなりの考え方で地球の将来を憂えているためか、ゴドーとサルタの労働キャンプ脱出を見逃す。
ロック
声：池田秀一
科学センターの長官で、知能指数300という超英才少年。ゴドーと同じく試験管ベビーとして生まれ、実はゴドーと兄弟（同じ人物の精子と卵子から産まれたという意味）。レナの婚約者。レナとの婚約もレナの父・イート卿の身内になるため。冷徹功利、徹底した合理主義精神の持ち主であくなき権力への野心を秘めている。
しかし、そのロックでさえ死に直面したときは無力に怯え、ゴドーに救いを求めて泣いた。
レナ
声：藤田淑子
元老院、科学センターの長老・イート卿の娘でロックの許婚。非人間的な環境になじめず、ゴドーと恋に落ちる。上流階級に生まれ、性格は育ちのいい娘特有の主体性のなさが目立つ。ゴドーとの恋愛を強引に引き裂かれ、傷心のうちにロックと結婚させられるが、やがてロックの忠実な妻となってしまう。
バン（ヒゲオヤジ）
声：大塚周夫
涙星と呼ばれるレグルス23番惑星に住む世捨て人。宇宙生物センターを作り、宇宙生物達の世話と研究をしている心優しい人物。サルタの古い友人。ゴドーに宇宙生命体2772の居場所を知っている宇宙人・プークスを紹介する。
ピンチョ
声：高橋和枝
ピンチョ星の宇宙人。留学生として地球に来て、レナのペットとして飼われていたかわいい犬のような容姿。始終掃除をする変な癖がある。彼らの星では他者を綺麗にしてあげる事が最大の愛情表現とされており、その種類に応じたブラシを複数持っている。人間の行動を判断する能力があり、ゴドーやサルタ達の労働キャンプ脱走の時に活躍する。
クラック
声：大竹宏
涙星でバンの宇宙生物センターにいた宇宙人で牧童をしていた。サイコロのような形をしている。ゴドー達と言葉が通じないプークスの通訳として、ゴドーと共にスペース・シャーク号に乗り込む。性格は悪くないのだが、短気で怒りっぽいのが玉にキズ。苛性ソーダ（水酸化ナトリウム）の風呂に入る。
プークス
バグパイプのような形をしたのんびり屋の宇宙人。この映画では、声は効果音のみで処理されている。バンの宇宙生物センターで火の鳥の居場所を知っていると紹介される。プークスの知っている火の鳥こそ温泉星のクレーターに棲む2772だった。
イート卿
声：久松保夫
元老院議長。最上流階級に属している実力者。レナの父。ロックの優秀な頭脳に盲目的に期待をよせて、娘のレナとロックを結婚させることによってさらに強力な権力を握ろうとしている。
ブーン
声：小林修
労働キャンプの警備隊隊長。サルタの信念やブラック・ジャックの考えに理解を示しサルタに協力するが、職務には忠実で、そのために対立する。取り締まりは厳しいが、憎めない人物。
ボルカン
声：森山周一郎
宇宙ハンター訓練所の教官。射撃の標的の宇宙人を殺すことを楽しむ、冷酷な人物。ゴドーと衝突する。労働キャンプ送りになったゴドーの代わりに宇宙生命体2772捕獲に行き、戦死する。
火の鳥
声：竹下景子
「コスモゾーン2772」と呼ばれている未確認宇宙生命体。エネルギーが枯渇し、危機に瀕した地球を救うための鍵を握っている。映画の後半でゴドー達と闘う火の鳥は、自由に姿を変えながらすさまじい形相で逆襲してくる。しかし、たった一つ、火の鳥にも弱点があった。

## スタッフ
- 原案、構成、総監督 : 手塚治虫
- 製作 : 市川喜一、明田川進
- 監督 : 杉山卓
- 脚本 : 手塚治虫、杉山卓
- アニメーション・ディレクター : 中村和子、石黒昇
- レイアウト・メカ作画監修 : 湖川友謙
- 美術 : 松本強、伊藤信治
- 設定 : もとのりゆき、篠原博士
- メカデザイン : 御厨さと美
- 音楽 : 樋口康雄
- ヴァイオリン : 千住真理子
- 演奏 : ORCHESTRA-2772
- 撮影、特殊効果 : 八巻磐
- 音響 : 明田川進
- 原画 : 高橋信也、西村緋祿司、金山明博、湖川友謙、中村和子、鈴木伸一、石黒昇、坂口尚、手塚治虫 ほか
- 監督助手 : 安濃高志
- 背景 : 小林プロダクション、小林七郎 ほか
- 設定ブレーン : 小松左京、ジェラルド・クック、フレデリック・ショット
- オープニング・タイトルバック作画 : 渡辺義夫
- モデル人形製作 : 飯沢喜七

## 賞歴
- サンディエゴ・コミック・コンベンション インクポット賞受賞（1980年）
- 第1回ラスベガス映画祭動画部門賞受賞（1980年）
- 第10回サターンアニメ映画賞ノミネート（1982年度）

## アニメーション
- 「火の鳥2772 愛のコスモゾーン」、東宝、品番：TA-1274（発売：1984年6月25日）[VHS収録版]。※ パッケージ表示は122分だが、 実際の収録は94分。
- 「火の鳥2772 愛のコスモゾーン」、東宝、品番：TLL-2019（発売：1985年12月21日） [LD収録版]。※ 収録時間94分。モノラル録音。
- 「火の鳥2772 愛のコスモゾーン」、東宝、品番：TDV-2726D（発売：2003年7月25日）[DVD収録版] 。※ 収録時間121分。

## サウンドトラック
- 「火の鳥2772 オリジナル・サウンドトラック」、日本コロムビア、LP(33 1/3rpm)，品番：CQ-7042（発売：1980年？）。ステレオLP。全14曲。
- 「火の鳥2772 オリジナル・サウンドトラック」、日本コロムビア、CD，品番：COCC-72077（ANIMEX 1200シリーズ，77)（発売：2004年09月22日）。収録時間46分、上記LPのCD化。

## フィルムコミック
- 手塚治虫：「火の鳥2772(1)」、講談社(アニメKC)、ISBN 978-4061095793（1980年4月）。
- 手塚治虫：「火の鳥2772(2)」、講談社(アニメKC)、ISBN 978-4061095809（1980年5月）。
- 手塚治虫：「火の鳥2772(3)」、講談社(アニメKC)、ISBN 978-4061095816（1980年5月）。
- 手塚治虫：「火の鳥2772(4)」、講談社(アニメKC)、ISBN 978-4061095823（1980年6月）。

## 漫画化
月刊『マンガ少年』（朝日ソノラマ社）誌上で劇場版アニメのメカデザイン担当者御厨さと美による漫画化作品が連載された。
- 手塚治虫（原作），御厨さと美（作画）：マンガ少年別冊「火の鳥2772 愛のコスモゾーン」、朝日ソノラマ（1980年4月1日）。※　全194頁。

2007年には以下の文庫版（「マンガ少年」に連載されたもの）が発売された。
- 手塚治虫（原作），御厨さと美（作画）：「火の鳥2772」，メディアファクトリー、ISBN 978-4-8401-2065-4 (2007年10月19日).

※ これはマンガ少年増刊「火の鳥2772　愛のコスモゾーン」，朝日ソノラマ（1980年）に収録されていた手塚と御厨による対談「『火の鳥2772』をめぐって」を含む。
後年、手塚の漫画全集出版に合わせて自身による再漫画化の企画もあったが実現しなかった。

## ノベル化
- 文・石津嵐、原作・手塚治虫:「火の鳥2772 愛のコスモゾーン」、朝日ソノラマ、1980年、全2巻。上巻1980年3月31日、下巻1980年4月30日。※ フィルムブック的。
- 原作・手塚治虫、脚色・辻真先：小説「火の鳥2772愛のコスモゾーン」、少年画報社、1980年、上巻HC-291,下巻HC-292。
- 杉山卓、原作・手塚治虫：小説『火の鳥2772　愛のコスモゾーン』、集英社、コバルト文庫、1980年、全２巻。※ フィルムブック的。

## レコード化
- プロローグ(火の鳥2772) [EPレコード 7inch]、日本コロムビア。　※ 内容不詳。映画からの少数の曲を収録している可能性（曲名「プロローグ」と「愛の戦い」がジャケット写真から確認できる）。
- 火の鳥2772～ドラマ編[ＬＰレコード 12inch]、日本コロムビア。　※ 内容不詳。

## 設定資料
- 手塚治虫:「火の鳥2772 愛のコスモゾーン 設定資料集」、少年画報社（週刊少年キング増刊）（1980年5月27日）。
- 手塚治虫:「手塚治虫 絵コンテ大全<6> 火の鳥2772」、河出書房新社，ISBN 978-4309723464（1999年11月）。
- 手塚治虫:「火の鳥《オリジナル版》復刻大全集」別巻 火の鳥2772 ストーリーボード集 [完全版] (上巻)、復刊ドットコム、ISBN 978-4835448398（2012年6月21日）。
- 手塚治虫:「火の鳥《オリジナル版》復刻大全集」別巻 火の鳥2772 ストーリーボード集 [完全版] (下巻)、復刊ドットコム、ISBN 978-4835448404（2012年7月21日）。